# Stopplaats De Wijmers
Stopplaats De Wijmers (telegrafische code: wms) was een stopplaats aan de voormalige spoorlijn Hoorn - Bovenkarspel-Grootebroek nabij de buurtschap Wijmers. De stopplaats was geopend van 2 december 1913 tot 1935.